# 普通じゃない
『普通じゃない』（A Life Less Ordinary）は、1997年製作のアメリカ映画。ダニー・ボイル監督のハリウッドデビュー作。しがないビルの清掃員と、ひょんなことから彼に誘拐された社長令嬢の恋の行方を描く。日本公開時のキャッチコピーは「誘拐 脅迫 強奪 カラオケ 人が愛のためにやること。」。

## キャスト
| 役名                                     | 俳優                     | 日本語吹替 | 日本語吹替   |
| 役名                                     | 俳優                     | ソフト版   | テレビ朝日版 |
| ---------------------------------------- | ------------------------ | ---------- | ------------ |
| ロバート・ルイス                         | ユアン・マクレガー       | 関智一     | 平田広明     |
| セリーン・ネヴィル                       | キャメロン・ディアス     | 三石琴乃   | 井上喜久子   |
| オレイリー                               | ホリー・ハンター         | 弥永和子   | 唐沢潤       |
| ジャクソン                               | デルロイ・リンドー       | 銀河万丈   | 麦人         |
| ネヴィル                                 | イアン・ホルム           | 西川幾雄   | 山野史人     |
| ガブリエル                               | ダン・ヘダヤ             | 宝亀克寿   | 金尾哲夫     |
| エリオット・ズウェイケル                 | スタンリー・トゥッチ     | 小形満     | 後藤哲夫     |
| トッド・ジョンソン                       | モーリー・チェイキン     |            | 仲野裕       |
| アル                                     | トニー・シャルーブ       | 堀之紀     | 斎藤志郎     |
| リリー                                   | K・K・ドッズ             |            |              |
| メイヒュー                               | イアン・マクニース       |            | 秋元羊介     |
| ウォルト                                 | クリストファー・ゴーラム |            | 清水敏孝     |
| バイオレット・エルドレッド・ゲスタッテン | アン・カリモア・デッカー |            | 磯辺万沙子   |

- ソフト版：VHS・DVD収録

その他：火野カチコ、菊池いづみ、伊藤栄次、河合義雄、星野充昭
- テレビ朝日版：初回放送2001年7月15日『日曜洋画劇場』

その他：八十川真由野、天田益男、季園知依、水野光太、白井直美